# Glaucopsyche piasus
Espèce
Glaucopsyche piasus est un insecte lépidoptère de la famille des Lycaenidae, de la sous-famille des Polyommatinae, du genre Glaucopsyche.

## Dénominations
Glaucopsyche piasus a été nommé par Jean-Baptiste Alphonse Dechauffour de Boisduval en 1852)
Synonymes : Lycaena piasus Boisduval, 1852; Cyaniris ladon piasus ; Dyar, 1903.

### Noms vernaculaires
Il se nomme en anglais Arrowhead  Blue.

### Sous-espèces
- Glaucopsyche piasus daunia (Edwards, 1871)
- Glaucopsyche piasus nevada Brown, 1975 au Nevada.
- Glaucopsyche piasus sagittigera (C. et R. Felder, 1865)  en Californie.
- Glaucopsyche piasus toxeuma Brown, 1971
- Glaucopsyche piasus umbrosa Emmel, Emmel et Mattoon, 1998 en Californie[1].

## Description
C'est un petit papillon bleu d'une envergure variant de 25 à 35 mm. La face supérieure est de coloration bleu brillant bordée de gris, sans démarcation mais avec passage progressif du bleu au gris, avec une frange blanche entrecoupée. La femelle est d'un bleu moins brillant.
Le revers est gris clair, orné d'une ligne marginale de chevrons gris, une ligne submarginale de triangles blancs et une ligne médiane de taches noires.

### Chenille
La chenille, de couleur variant du vert au marron est ornée de lignes rouges sur le dos.

## Biologie

### Période de vol et hivernation
Glaucopsyche piasus vole en une génération, de fin mai à début juillet.
Il hiberne au stade nymphal.

### Plantes hôtes
Les plantes hôtes de sa chenilles sont des lupins, Lupinus albifrons, Lupinus argenteus, Lupinus caudatus, Lupinus excubitus ssp. halli, Lupinus hirsutissimus,et des Astragalus.

## Écologie et distribution
Il est présent dans l'ouest de l'Amérique du Nord, au Canada uniquement dans le sud de la Colombie-Britannique et de l'Alberta et le sud-ouest de la Saskatchewan
aux USA dans l'État de Washington, l'Idaho, le Montana, le Wyoming, l'Utah, le Colorado, l'Arizona, le Nouveau-Mexique, l'Oregon, la Californie et une partie du Nevada,.

### Biotope
Il réside dans les vallées sèches, les clairières et en lisière des forêts.

### Protection
Pas de statut de protection particulier.